# Пепељуга (Дизнијев лик)
Пепељуга (енгл. Cinderella) главни је лик Дизнијевог познатог филма Пепељуга из 1950. године, његовог наставка Пепељуга 2: Снови се остварују из 2002. године, филма Пепељуга 3: Принцеза заувек из 2007. године и играног филма Пепељуга из 2015. године. Лик је урађен по истоименом лику из бајке Шарла Пероа.
Глас Пепељуги у филму из 1950. године позајмила је америчка певачица и радио личност Ајлин Вудс која је тада имала само 20-ак година, на захтев самог Волта Дизнија. Године 2002. направљен је наставак филма у ком је у дијалозима глас Пепељуги позајмила позната гласовна глумица Џенифер Хал, а у песмама Тами Тапан. Џенифер и Тами су се вратиле у следећем наставку 2007. године, а Џенифер је глас лику позајмила и у Дизнијевој серији Софија прва и у филму Ралф растура интернет.
Године 2015. Компанија Волт Дизни направила је играну верзију филма из 1950. године, под истим називом, у ком је Пепељугу тумачила глумица Лили Џејмс.
Главна је принцеза франшизе Дизнијеве принцезе. Било је доста расправа о томе да ли да глава франшизе буде Пепељуга или Снежана (јер је Снежана прва Дизнијева принцеза), али је на крају победила Пепељуга.

## Појављивање лика
| Година | Филм/серија                       | Коментар        | Тумач                                     |
| ------ | --------------------------------- | --------------- | ----------------------------------------- |
| 1947.  | Пепељуга                          | главна улога    | Јанина Жејмо                              |
| 1950.  | Пепељуга                          | главна улога    | Ајлин Вудс (глас)                         |
| 1955.  | Пепељуга                          | главна улога    | Рита-Марија Новотни                       |
| 1989.  | Пепељуга                          | главна улога    | Петра Вигна                               |
| 1990.  | Пепељуга                          | главна улога    | (глас)                                    |
| 1994.  | Пепељуга                          | главна улога    | Катлин Бар(глас)                          |
| 1996.  | Пепељуга                          | главна улога    | (глас)                                    |
| 1997.  | Пепељуга                          | главна улога    | Бренди Норвуд                             |
| 2002.  | Пепељуга 2: Снови се остварују    | главна улога    | Џенифер Хал (дијалози) Тами Тапан (песме) |
| 2007.  | Пепељуга 3: Принцеза заувек       | главна улога    | Џенифер Хал (дијалози) Тами Тапан (песме) |
| 2013.  | Софија Прва                       | гостујућа улога | Џенифер Хал                               |
| 2013.  | Мики Маус: Де тријумф ле кроасана | камео улога     | —                                         |
| 2014.  | Зачарана шума                     | споредна улога  | Ана Кендрик                               |
| 2015.  | Пепељуга                          | главна улога    | Лили Џејмс                                |
| 2018.  | Ралф растура интернет             | споредна улога  | Џенифер Хал                               |
| 2018.  | Charming                          | главна улога    | Ешли Тисдејл (глас)                       |
| 2021.  | Пепељуга                          | главна улога    | Камила Кабељо                             |

## Међународни тумачи лика[1]

### Пепељуга (филм из 1950)
Филм Пепељуга синхронизован је на око 58 језика.
Аустријска телевизија Österreichischer Rundfunk (ORF) синхронизовала је само песме филма, коришћени су дијалози из немачке синхронизације. Разлог зашто нису синхронизовани дијалози је тај што је телевизија била у банкроту. Албанској синхронизацији из 2002., која није званично Дизнијева (направио ју је мали независни студио), помагао је Дизни - Италија, што објашњава зашто су коришћене песме из италијанске синхронизације из 1967., које изводи Мариа Кристина Бранцуци. Персијска синхронизација такође није званично Дизнијева, такође ју је направио мали независни студио. Бенгалска синхронизација је изгубљена. 
| Језик                    | Глумац (дијалози)         | Глумац (песме)               |
| ------------------------ | ------------------------- | ---------------------------- |
| Енглески                 | Ајлин Вудс                | Ајлин Вудс                   |
| Албански (2002)          | Анила Мучај               | Одета Катунди                |
| Албански (2015)          | Аниса Дервиши             | италијанска верзија из 1967. |
| Арапски (1998)           | Рула Заки                 | Рула Заки                    |
| Арапски (2014)           | Сара Ал Џавари            | Сара Ал Џавари               |
| Немачки (Аустрија)       | немачка верзија (Немачка) | непознато                    |
| Бенгалски                | непознато                 | непознато                    |
| Португалски (Бразил)     | Симон Де Мораис           | Симон Де Мораис              |
| Бугарски                 | Петија Абаџхиева          | Нели Андреева                |
| Кантонски                | непознато                 | непознато                    |
| Шпански                  | Јоланда Матеос            | Цани Гонзалез                |
| Хрватски                 | Јасна Палић Пицукарић     | Мима Чулина                  |
| Чешки (1970)             | Клара Јернекова           | Марие Сикулова               |
| Чешки (2005)             | Тереза Чудобова           | Штепанка Херманкова          |
| Дански                   | Лиса Ригхајм              | Лиса Ригхајм                 |
| Холандски (1950)         | Лоеки Ландвер             | Лоеки Ландвер                |
| Холандски (1990)         | Јоке Де Круијф            | Јоке Де Круијф               |
| Фински (1967)            | Ритва Лехтела             | Ритва Лехтела                |
| Фински (1992)            | Ана Куопамаки             | Ана Куопамаки                |
| Француски (1950)         | Пол Марси                 | Паулет Ролин                 |
| Француски (1991)         | Доминик Поулаин           | Доминик Поулаин              |
| Немачки (Немачка)        | Ева Ингеборг Шолц         | Ева Ингеборг Шолц            |
| Грчки                    | Ариел Константиниди       | Ана Роси                     |
| Хебрејски                | Тал Амир                  | Тал Амир                     |
| Хинди                    | непознато                 | Шрути Ран                    |
| Мађарски                 | Ева Пап                   | Ева Пап                      |
| Исландски                | Вигдис Палсдотир          | Тхорун Ларусдотир            |
| Индонежански             | Тиса Јулианти             | Тиса Јулианти                |
| Италијански (1950)       | Гуилиана Марони           | Гуилиана Марони              |
| Италијански (1967)       | Фиорела Бети              | Мариа Кристина Бранцуци      |
| Јапански (1961)          | Томизава Шима             | Томизава Шима                |
| Јапански (1992)          | Сузуки Јорико             | Сузуки Јорико                |
| Јапански (2007)          | Тсутами Мегуми            | Тсутами Мегуми               |
| Казашки                  | Аинур Бермукхамбетова     | Аинур Бермукхамбетова        |
| Корејски                 | Се Хју-Јонг               | Ли Ми-Ра                     |
| Шпански (Мексико) (1950) | Евангелина Елизондо       | Евангелина Елизондо          |
| Шпански (Мексико) (1997) | Наталиа Соса              | Наталиа Соса                 |
| Малајски                 | непознато                 | непознато                    |
| Мандарински              | Ванг Хуа-Ји               | Ариел Сунг                   |
| Норвешки                 | Едл Страј Педерсен        | Едл Страј Педерсен           |
| Персијски                | Зорер Шокоуфандех         | песме нису синхронизоване    |
| Пољски (1961)            | Мариа Циесиелска          | Ирена Сантор                 |
| Пољски (2012)            | Ангелика Куровска         | Вероника Бохат               |
| Путунхуа                 | Баи Хуе                   | непознато                    |
| Португалски (Португал)   | Сандра Де Кастро          | Сандра Де Кастро             |
| Румунски                 | Кармен Палцу              | Медиана Влад                 |
| Руски                    | Татјана Родионова         | Елена Галицкаја              |
| Српски                   | Јелена Петровић           | Ирина Миловановић            |
| Словачки (1970)          | Дарина Чмурова            | Б. Чупкова                   |
| Словачки (2012)          | Моника Хилмерова          | Моника Хилмерова             |
| Шведски (1950)           | Татјана Ангелини          | Татјана Ангелини             |
| Шведски (1967)           | Алис Бабс                 | Алис Бабс                    |
| Тамилски                 | непознато                 | непознато                    |
| Тајландски (1. синх.)    | непознато                 | непознато                    |
| Тајландски (2. синх.)    | непознато                 | непознато                    |
| Турски                   | Оја Просцилер             | Тулај Уиар                   |
| Украјински               | Викторија Ивасишина       | Викторија Ивасишина          |